# 31 tháng 7
Ngày 31 tháng 7 là ngày thứ 212 (213 trong năm nhuận) trong lịch Gregory. Còn 153 ngày trong năm.

## Sự kiện
- 781 – Ghi chép cổ nhất về việc núi Phú Sĩ tại Nhật Bản phun trào.
- 929 – Quân chủ Kinh Nam Cao Tòng Hối dâng biểu cho Hậu Đường Minh Tông xin được nội phụ triều Hậu Đường
- 1498 – nhà thám hiểm Cristoforo Colombo đặt chân lên hòn đảo Trinidad.
- 1658 – Aurangzeb trở thành hoàng đế thứ sáu của Đế quốc Mogul sau khi đánh bại các anh em trai trong cuộc chiến giành quyền kế vị.[1]
- 1932 – Đảng Quốc xã Đức lần đầu thành đảng lớn nhất trong Quốc hội Đức, qua bầu cử,[2] với 230 ghế trong Nghị viện, tạo thuận lợi cho Hitler lên làm thủ tướng Đức đúng 6 tháng sau đó.
- 1948 – Tàu chiến USS Nevada của Hải quân Hoa Kỳ bị ngư lôi đánh chìm trong một thử nghiệm quân sự.
- 1962 – Chính phủ Việt Nam Cộng hòa thành lập tỉnh Quảng Tín, tách từ tỉnh Quảng Nam.
- 1980 – Phạm Tuân trở về Trái Đất  trên con tàu Soyuz 36 sau hành trình bay vào không gian.
- 1992 – Chuyến bay 311 của hãng hàng không Thai Airways cất cánh từ sân bay quốc tế Don Mueang (Bangkok, Thái Lan) đến sân bay Tribhuvan (Kathmandu, Nepal) đã đâm vào núi khiến 113 người chết.
- 2006 – Vì lý do sức khỏe, Fidel Castro giao lại các trách nhiệm lãnh đạo Cuba cho em trai là Raúl Castro.
- 2012 – Sự cố mất điện lớn nhất trong lịch sử diễn ra tại 22 bang của Ấn Độ, tác động đến trên 620 triệu người.

## Sinh
- 156 TCN – Hán Vũ Đế, hoàng đế thứ 7 của Nhà Hán trong Lịch sử Trung Quốc.
- 1836 – Nguyễn Phúc Nhu Hòa, phong hiệu Đa Lộc Công chúa, công chúa con vua Minh Mạng (m. 1929)
- 1942 – Thanh Nga, nghệ sĩ cải lương tài sắc nổi tiếng của Việt Nam (m. 1978).
- 1965 – J. K. Rowling, nhà văn Anh.
- 1980 – Harry Potter, nhân vật hư cấu, nam phù thủy nhà Gryffindor
- 1980 – Nguyễn Hoàng Lâm, kỳ thủ cờ tướng Việt Nam, vô địch châu Á năm 2011
- 1986 – Trí Hải, ca sĩ nhạc trẻ Việt Nam (m. 2009)
- 1994 - Yeye Nhật Hạ, diễn viên người Việt Nam
- 1997 - Khả Ngân, nữ diễn viên người Việt Nam

## Mất
- 1997 – Cựu hoàng Bảo Đại, vị vua cuối của Nhà Nguyễn và chế độ phong kiến của Việt Nam (s. 1913).